# Ma fille (film, 2018, Naidra Ayadi)
Pour les articles homonymes, voir Ma fille.
Pour plus de détails, voir Fiche technique et Distribution.
Ma fille est un thriller dramatique français réalisé par Naidra Ayadi, sorti en 2018.

## Synopsis
Dans les années 1990, Hakim et Latifa ont quitté l’Algérie et se sont installés dans le Jura avec leurs deux filles Leïla et Nedjima. Lorsqu'à Noël l'aînée, partie à Paris pour faire des études, décide de ne pas venir prétextant trop de travail, son père décide d'aller la chercher à la capitale. En arrivant là-bas, il se rend compte que sa fille lui a menti. De plus, elle est introuvable. Il décide de la chercher de la nuit jusqu’à l’aube.

## Fiche technique
- Titre français : Ma fille
- Réalisation : Naidra Ayadi
- Scénario : Naidra Ayadi, « librement adapté du roman » Le Voyage du père de Bernard Clavel
- Musique : Alexis Rault
- Photographie : Guillaume Schiffman
- Montage : Anny Danché
- Décors : Samantha Gordowski
- Costumes : Aurore Pierre et Ricardo Bussière
- Production : Thierry Ardisson, Maxime Delauney et Romain Rousseau
  - Coproduction: Sylvain Goldberg, Serge de Poucques, Nadia Khamlichi, Gilles Waterkeyn et Cédric Iland
- Sociétés de production : Ardimages, Nolita Cinéma, Mars Films, C8 Films, Sagax Entertainment et Les Films ACA
- Distribution : Mars Films
- Pays de production :  France
- Genre : thriller drame
- Durée : 80 minutes
- Dates de sortie :
  - France : 12 septembre 2018

## Distribution
- Roschdy Zem : Hakim
- Natacha Krief : Nedjma
- Darina Al Joundi : Latifa
- Camille Aguilar : Jessica
- Doria Achour : Leila
- Fayçal Safi : Morad
- Meriem Serbah : Dounia
- Jonathan Darona : le covoitureur